# Thomas R. Metcalf
Thomas R. Metcalf (né le 31 mai 1934) est un historien de l'Asie du Sud, en particulier de l'Inde coloniale, et de l'Empire britannique.

## Biographie
Il fait ses études au Amherst College, à l'Université de Cambridge et à l'Université Harvard. Il est marié à l'historienne Barbara Metcalf.
Metcalf est professeur émérite Sarah Kailath d'études indiennes et professeur d'histoire à l'Université de Californie à Berkeley. Il est l'auteur de Imperial Connections: India in the Indian Ocean Arena, 1860-1920 (2008), A Concise History of Modern India (avec Barbara Metcalf, 2006), Forging the Raj: Essays on British India in the Heyday of Empire (2005), Ideologies of the Raj (1997) et d'autres livres sur l'histoire de l'Inde coloniale.